# China-Airlines-Flug 642
China-Airlines-Flug 642 war ein Linienflug vom alten Flughafen in Bangkok (heute Flughafen Bangkok-Don Mueang) nach Taipeh auf Taiwan mit einer Zwischenlandung auf dem Hong Kong International Airport in Hongkong. Aufgrund von starken Seitenwinden kam das Flugzeug bei der Landung in Hongkong von der Landebahn ab, drei Passagiere wurden dabei getötet.

## Fluggerät
Der Flug wurde durch die Tochtergesellschaft Mandarin Airlines durchgeführt. Die McDonnell Douglas MD-11 mit der Seriennummer 48468 wurde am 7. November 1992 an China Airlines ausgeliefert und flog seit dem 17. Juli 1993 unter dem Luftfahrzeugkennzeichen B-150 für Mandarin Airlines.

## Ablauf
Aufgrund der schlechten Wetterverhältnisse in Hongkong hatte die Besatzung erwogen, direkt nach Taiwan zu fliegen, falls sich die Situation in Hongkong als für eine Landung ungünstig erweisen würde. Nachdem das Flugzeug sich Hongkong genähert hatte und vom Flughafen die Informationen über das Wetter am Boden und die Windverhältnisse erhalten hatte, war die Crew der Meinung, dass eine Landung in Hongkong doch möglich sei. Vor der Ankunft von Flug 642 hatten vier Flugzeuge den Landeanflug abgebrochen, fünf flogen zu einem anderen Flughafen und zwölf Flugzeuge landeten erfolgreich.
Etwa um 18:43 Uhr (lokale Zeit) des 22. August 1999 erfolgte der Landeversuch auf Piste 25L. Zur gleichen Zeit befand sich das Zentrum von Taifun Sam etwa 50 km nordöstlich des Flughafens und es wurden Windgeschwindigkeiten bis 140 km/h notiert. In einer Flughöhe von 700 Fuß wurde der Crew durch den Tower eine letzte Windinformation übermittelt: Der Wind kam ungefähr aus 320° und damit 90° von rechts mit einer Geschwindigkeit von 28 Knoten, wobei Spitzenböen 36 Knoten erreichten. Obwohl das Limit für Seitenwinde bei nasser Landebahn bei diesem Flugzeugtyp 24 Knoten beträgt, setzte die Crew ihren Landeversuch fort. Während des letzten Abschnittes der Landung kippte die Maschine nach rechts und setzte auf dem rechten hinteren Fahrwerk sehr hart auf. Das Triebwerk Nummer 3 touchierte dabei die Landebahn, worauf sowohl Fahrwerk als auch der rechte Flügel vom Rumpf der Maschine abrissen. Das Flugzeug drehte sich um seine Längsachse und rutschte brennend von der Landebahn. Als es zum Stillstand kam, lag es auf dem Dach, das Heck der Maschine stand in Flammen und befand sich auf einer Grasfläche, etwa 1100 m vom Aufsetzpunkt der Landebahn entfernt. Der rechte Flügel fand sich etwa 90 m von der Nase des Flugzeuges auf einem Taxiway. Das Feuer richtete zwar wesentlichen Schaden am Heck des Flugzeuges an, wurde aber durch den starken Regen und die schnell eintreffende Flughafenfeuerwehr gelöscht.
Bei dem Unfall wurden drei Passagiere getötet. Alle Besatzungsmitglieder überlebten. Es wurden 200 Personen an Bord verletzt.

## Ermittlungen
Der Untersuchungsbericht kommt zu dem Schluss, dass der Unfall auf Pilotenfehler zurückzuführen ist. Die Piloten seien nicht in der Lage gewesen, die zu hohe Sinkgeschwindigkeit zu verringern. Als Folge der Ermittlungen wurden China Airlines eine Reihe von Verbesserungen des Pilotentrainings empfohlen.